# Coucougnette
La coucougnette est une confiserie artisanale, créée par Francis Miot dans les années 90. Cette sucrerie est élaborée à partir d'amandes broyées et de sucre de canne, agrémentée d'amandes grillées caramélisées enrobées de chocolat noir. L'ensemble est parfumé à l'eau-de-vie de gingembre et rehaussé d'une rasade d'Armagnac.

## Description
La Coucougnette est une confiserie artisanale confectionnée par Francis Miot. Cette sucrerie est élaborée à partir d'un mélange d'amandes broyées et de sucre de canne, auxquels s'ajoutent des amandes grillées caramélisées enrobées de chocolat noir, imprégnées d'eau-de-vie de gingembre et rehaussées d'une rasade d'Armagnac.
Europe 1 a attribué la teinte rosée distinctive de la Coucougnette au « jus de framboise » qui « ajoute une note fruitée à sa palette de saveurs », mais l’information fournie par la maison Miot en 2024 mentionne de l’« arôme de framboise » et du « colorant […] carmin de cochenille ». Pour préserver sa texture moelleuse, sa saveur et sa fraîcheur, elle est enveloppée « d'un léger voile de sucre de canne Candy à la parisienne », c’est-à-dire de sucre semoule.

## Actualités
Les Coucougnettes ont reçu le prix du Meilleur bonbon de France au salon Intersuc de Paris en 2000.
Les Coucougnettes sont devenues emblématiques du Béarn. Il s'en fabrique plus de deux millions par an dans les ateliers d'Uzos, près de Pau.